# Храм Эзида

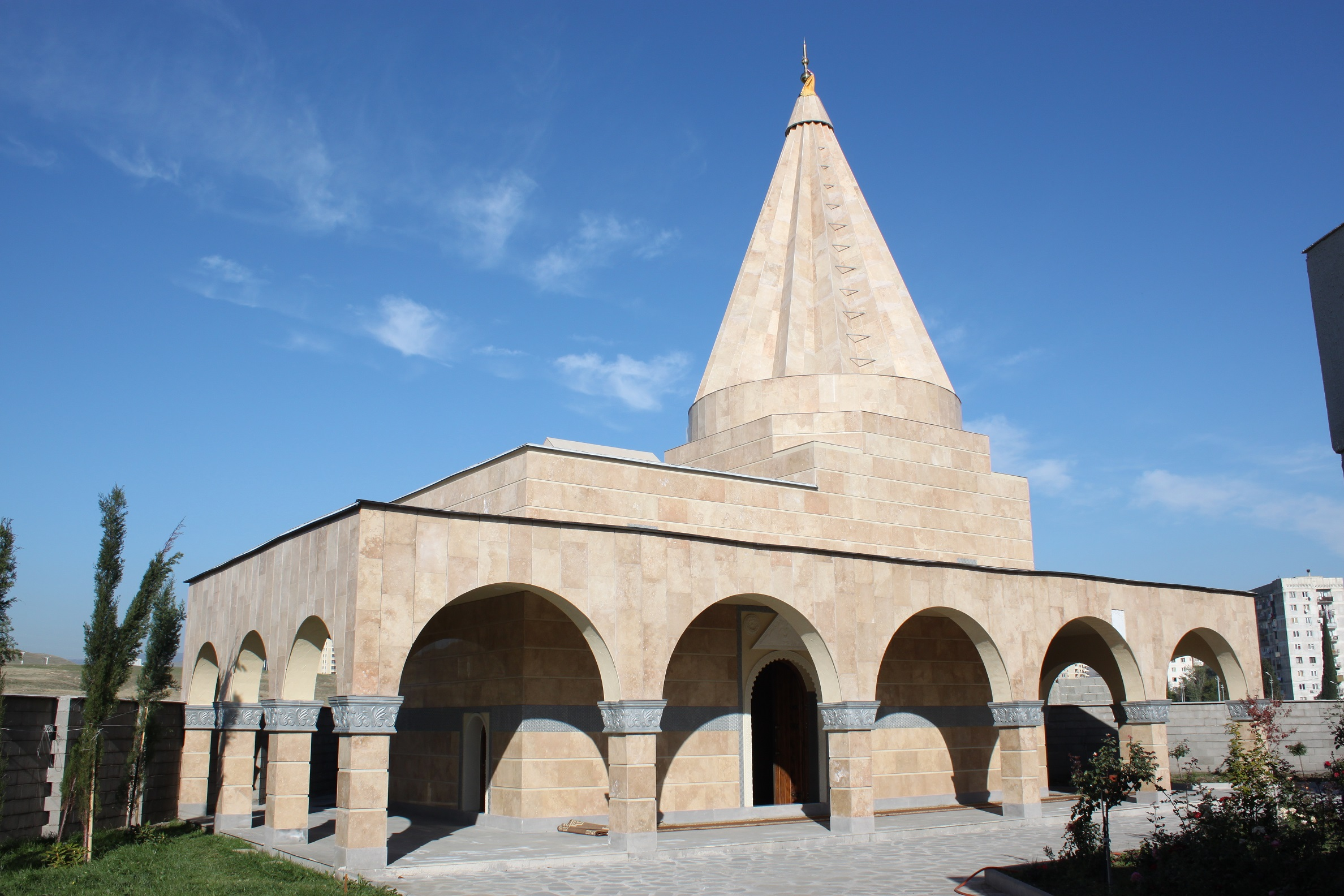
Храм Эзида в Тбилиси

Храм Эзида (на груз. «ზიარატა ეზიდ» — ეზიდის ტაძარი, на курд. Ziyareta Êzîd, Quba Siltan Êzîd, на англ. Temple of Ezid) — один из первых езидских храмов, построенных на постсоветском пространстве. Расположен в Тбилиси. При нём находится резиденция Духовного совета езидов в Грузии (ДСЕГ). Первый камень в основании храма был заложен в октябре 2012 высшими духовными лицами из Лалыша, а строительство началось в 2013 г. Торжественное открытие храма состоялось 16 июня 2015 г. в присутствии представителей высшего духовенства из Лалыша, правительства Грузии и духовных лидеров разных конфессий. Храм построен в классическом езидском стиле. Навершие храма «хълел» также создано в традиционном стиле: две сферы и на ней ладонь.
По решению Духовного совета езидов в Грузии ежегодно, в воскресный день перед Днем поминовения усопших «Рожа Мазал», будет отмечаться праздник «Тавафа Эзид».